# 薩格瓦瑟河
48°52′1.28″N 13°27′4.83″E / 48.8670222°N 13.4513417°E

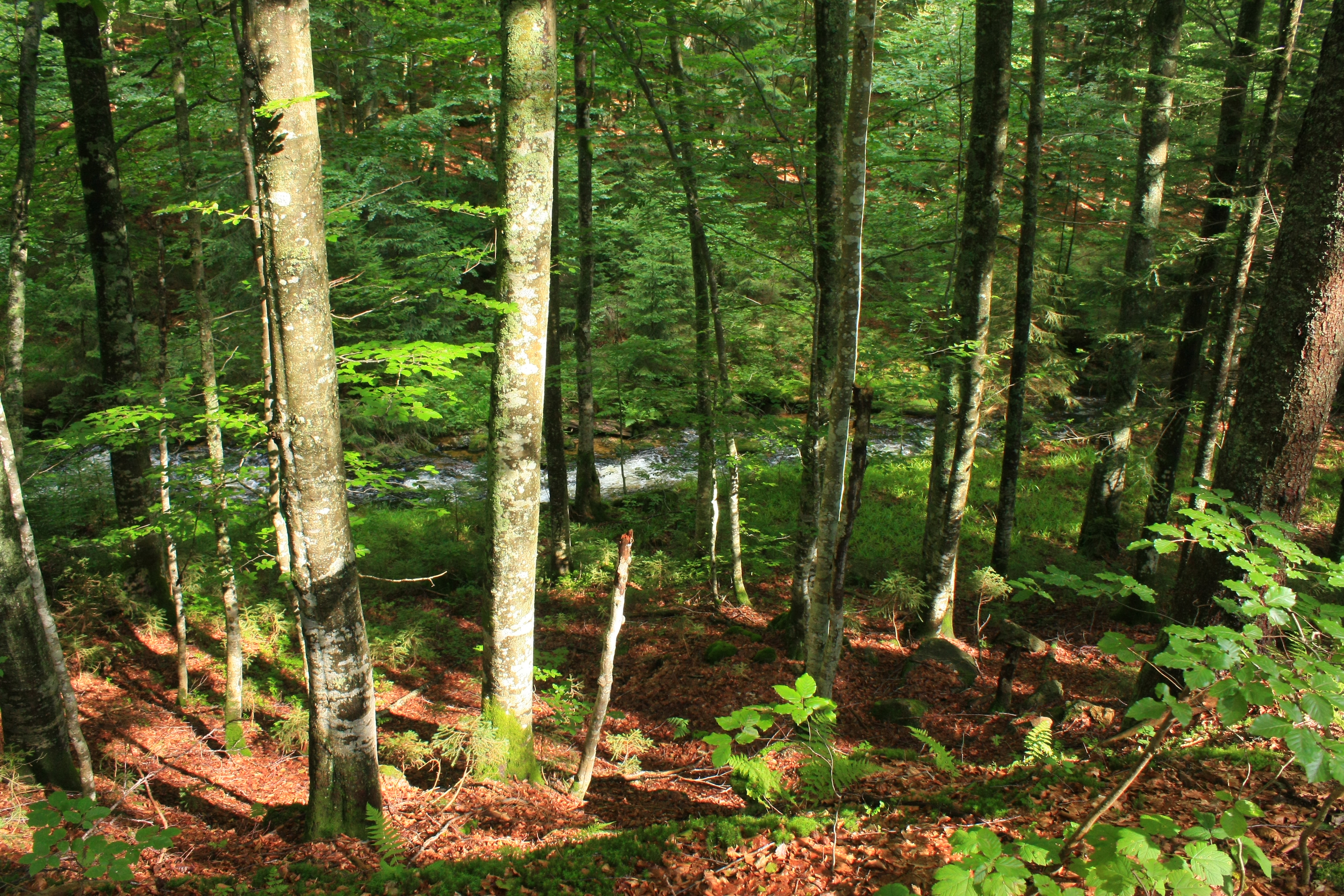

薩格瓦瑟河是德國的河流，位於該國東南部，由巴伐利亞負責管轄，屬於小奧厄河的左支流，河道全長12.7公里，流域面積29.7平方公里。